# 約尼什基斯
約尼什基斯是立陶宛的城市，位於首都維爾紐斯西北253公里，毗鄰與拉脫維亞接壤邊境，由希奧利艾縣負責管轄，海拔高度60米，面積8.95平方公里，2010年人口10,685。